# Теин Сеин
Теин Сеин (20. април 1945) је бивши председник Мјанмара од 2011 до 2016. године. Био је последњи премијер државе од 2007. до 2011, након чега је ова функција укинута.

## Биографија
Рођен је у породици пољопривредника беземљаша. Касније је дипломирао на Академији и радио у војсци као бирократ. У напредовању кроз каријеру, почетком 1990-их је унапређен у чин бригадног генерала. Члан Државног савета мира и развитка постао је 1997, а 2003. унапређен је у чин генерал-пуковника.
Априла 2007, војна хунта га је поставила за новог премијера, након што је бивши Соу Вин отишао на терапију лечења леукемије. Испрва је био само вршилац дужности, а након Соуове смрти 12. октобра, преузео је функцију премијера. Исте је године унапређен у чин генерала.
Службу у војсци напустио је 29. априла 2010. године. Скупштинска комисија за избор председника изабрала га је за првог цивилног председника земље након 49 година. Функцију је преузео 30. марта 2011. године. Његова влада покренула је низ политичких реформи, попут дозвољавања веће слободе медија, пуштања неких политичких затвореника. Мјанмар се такође кандидовао за председање АСЕАН-ом од 2014. и побољшао односе с САД.